# Wynberg
Wynberg est une ville de la banlieue sud du Cap en Afrique du Sud, située entre Plumstead et Kenilworth.

## Situation
Situé à 13 km au sud-est de la ville du Cap, Wynberg est un quartier de classe moyenne limitrophe des faubourgs de Kenilworth au nord, de Claremont et Bishopscourt au nord-ouest, de Constantia à l'ouest, de Plumstead au sud-est et de la route à voie rapide M5 à l'est (Kromboom Parkaway). 
Il se délimite par Edinburg Drive au nord-ouest, Buren Road à l'ouest, Constantia Main Road, Park Road, Exeter Road et South Road au sud, Prince George Drive à l'est et Wetton Road, Riverstone Road, Tennant Road, Lovers Walk et Bebbington Avenue au nord.
La gare de chemin de fer de Wynberg est sur la ligne reliant Le Cap à Simon's Town.

## Démographie
Selon le recensement de 2011, Wynberg compte 14 472 résidents, principalement issu de la communauté métis et coloured d'Afrique du Sud (46,13 %). Les blancs représentent 23,90 % des habitants tandis que les noirs, population majoritaire dans le pays, représentent 21,16 % des résidents
Les habitants sont à 69,58 % de langue maternelle anglaise, à 14,87 % de langue maternelle afrikaans et à 5,03 % de langue maternelle xhosa.

## Histoire

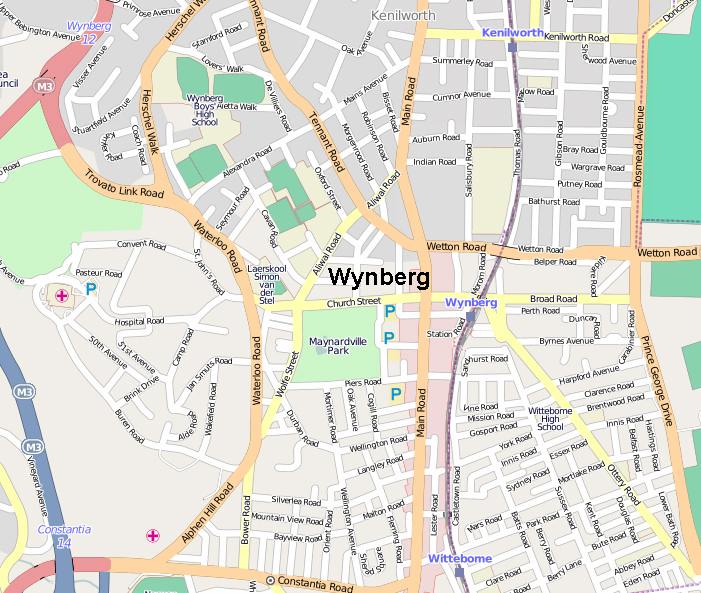
Carte

En 1683, Wynberg n'est encore qu'un domaine foncier, situé le long du fleuve Liesbeek, appartenant à l'un des citoyens libres du Cap quand il est vendu à Herman Weeckens qui y construit sa ferme qu'il baptise De Oude Wjinbergh (la montagne du vieux vin). Au XVIIe siècle, le domaine se retrouve situé sur le chemin de transit entre la baie de Simon (Simons' Baai) et Le Cap. À la suite de la prise de contrôle de la colonie du Cap par les Britanniques le 16 septembre 1795, la zone agricole de Wynberg se développe et s'urbanise rapidement pour devenir une ville de garnison. Wynberg se révèle aussi être idéalement situé d'un point de vue commercial, entre la montagne de la Table et False Bay. Les bœufs peuvent également y être facilement dételé afin de pouvoir brouter. Le village fournit aussi aux agriculteurs une alternative au marché du Cap.
En 1804, une base militaire y est établi pour le corps Hottentot.
Wynberg devient un quartier à la fois commercial et résidentiel. L'astronome John Herschel y réside entre 1834 et 1838 et c'est à Wynberg que Charles Darwin le rencontre durant l'été 1836. Wynberg est alors un lieu populaire où viennent se reposer les Capetoniens mais aussi pour les soldats et les fonctionnaires en repos. Dans une société alors ségréguée, l'afflux à Wynberg d'immigrants en provenance d'Inde à partir des années 1850 met un frein à l'attrait de la ville pour la population blanche du Cap. Ce fléchissement ne dure cependant pas très longtemps car le village est réputé pour avoir l'un des climats les plus sains de la région et ses collines sont particulièrement appréciés des randonneurs. Par conséquent, en 1861, les autorités coloniales choisissent le site pour en faire un sanatorium militaire tandis que la ligne de chemin de fer y est étendue en 1864 donnant à cette banlieue un nouvel élan pour son développement résidentiel.
En 1883, Wynberg intègre la nouvelle municipalité de Liesbeek avec les villages et communes de Mowbray, Newlands, Claremont et Rondebosch. L'ensemble gère alors une population de 20 000 habitants mais l'expérience municipale fait faillite pour des raisons financières.
En 1886, Claremont, Rondebosch et Wynberg se constituent chacune de leur côté en municipalité.
En 1927, la municipalité de Wynberg, incluant également Kenilworth et Plumstead, est intégrée à la municipalité du Grand Cap (City of Greater Cape Town).

## Politique
Au plan local, depuis la fondation de la nouvelle municipalité du Cap en 2000, Wynberg est située dans deux arrondissement et deux circonscriptions municipales. 
Wynberg est situé d'une part dans le 18e arrondissement de la ville du Cap, constituant la circonscription municipale n°63 (Fairways - Golf Links Estate - Ottery - Plumstead - Wetton - Wynberg) dont le conseiller municipal est Montgomery Oliver (Alliance démocratique). 

La section de la ville située à l'ouest du chemin de fer est située d'autre part dans le 20e arrondissement du Cap (Sub-council 20) et forme la circonscription municipale 62 (Bishopscourt - Constantia - Fernwood - Plumstead à l'ouest de la ligne de chemin de fer - Porter Estate - Table Mountain - Trovato - Upper Newlands - Wynberg) dont le conseiller municipal est Elizabeth Brunette (Alliance démocratique).

## Tourisme
- Maynardville Park
- Wynberg Park
- L'église réformée hollandaise
- le carnaval de la fin du mois de février

### Galerie

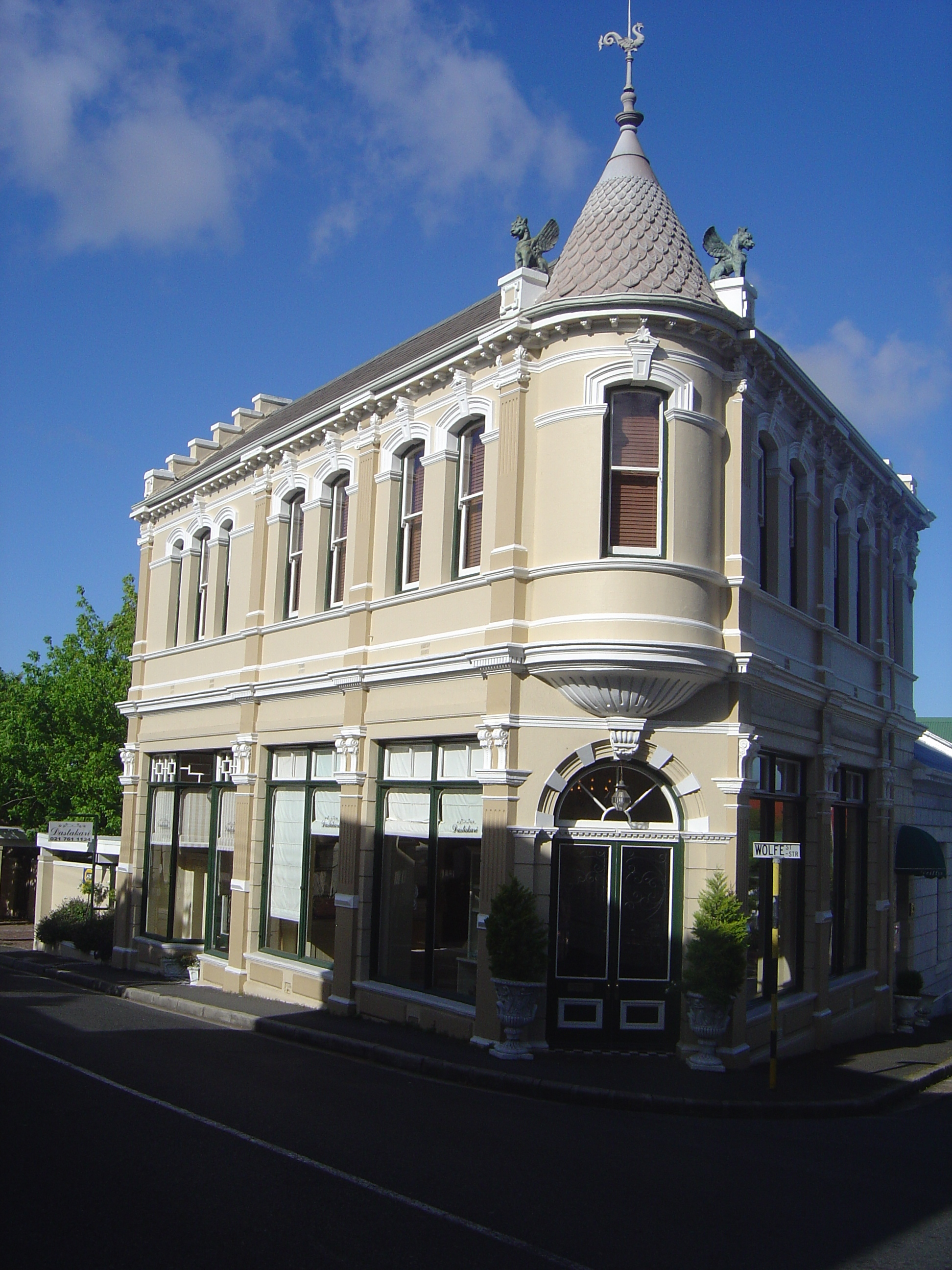
Édifice victorien à l'angle de Lonsdale Road et de Wolfe Street
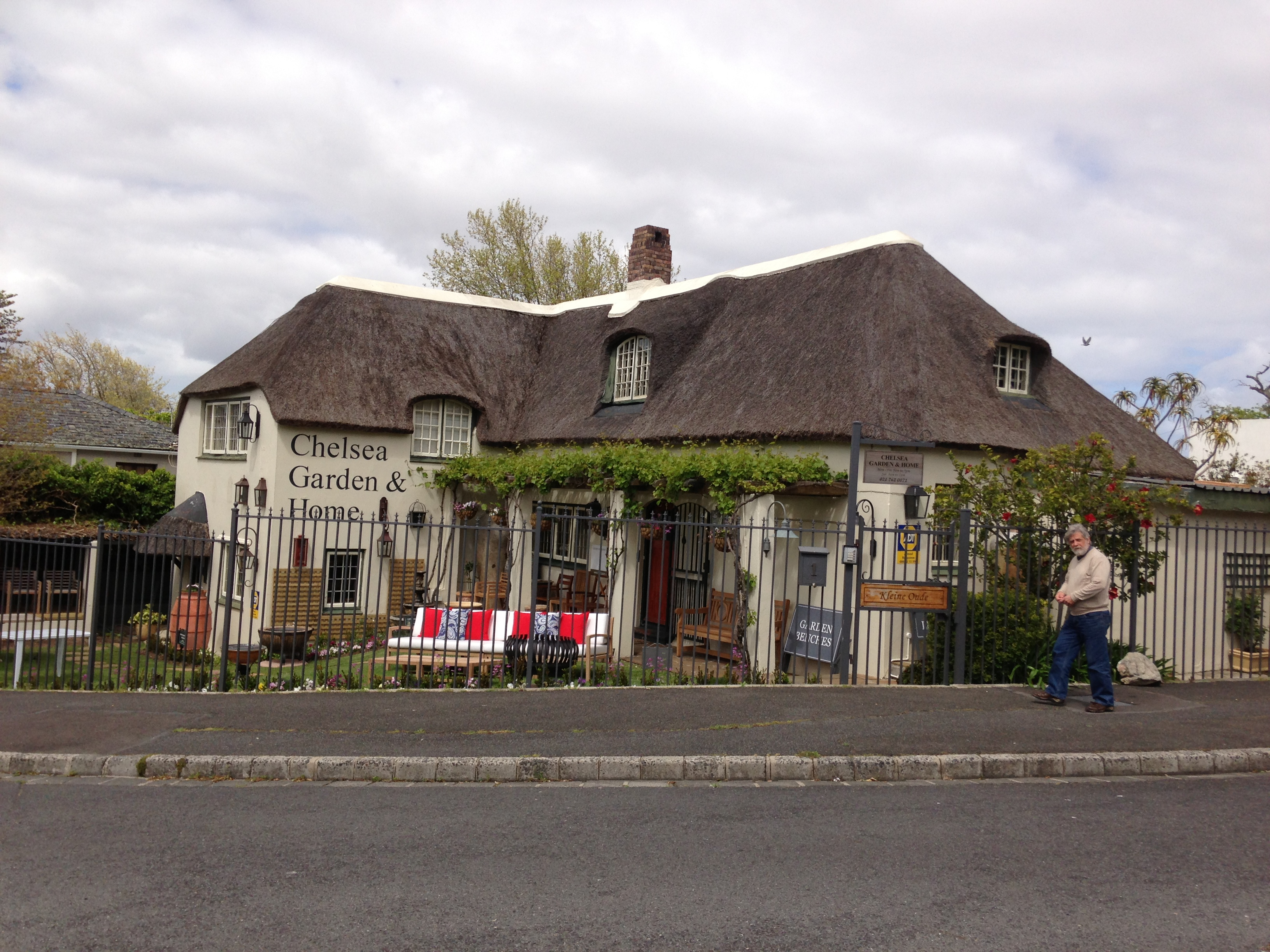
Kleine Oude, 1 Durban Road
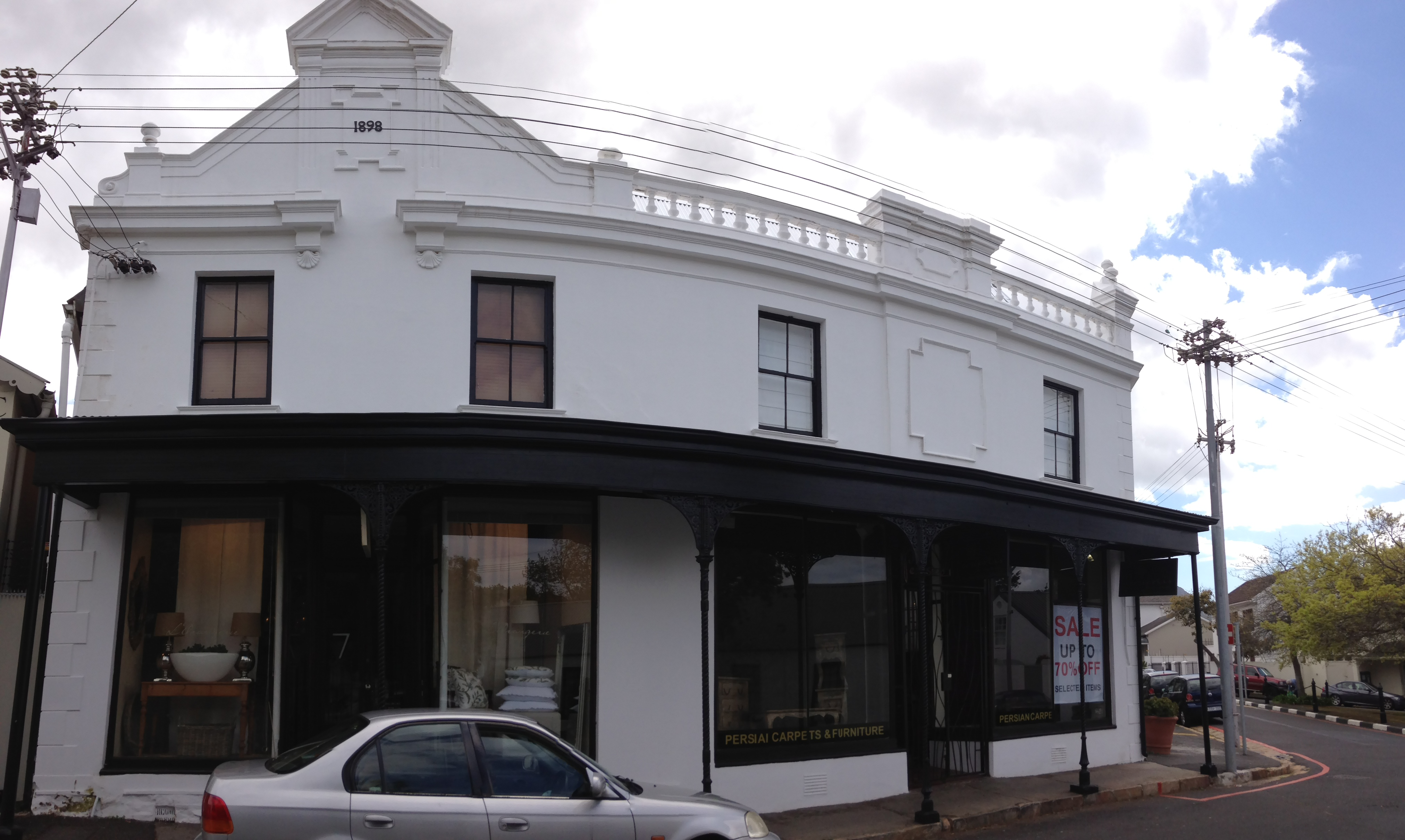
Commerce victorien (1898) sur Durban Road à l'angle de Wolfe Street
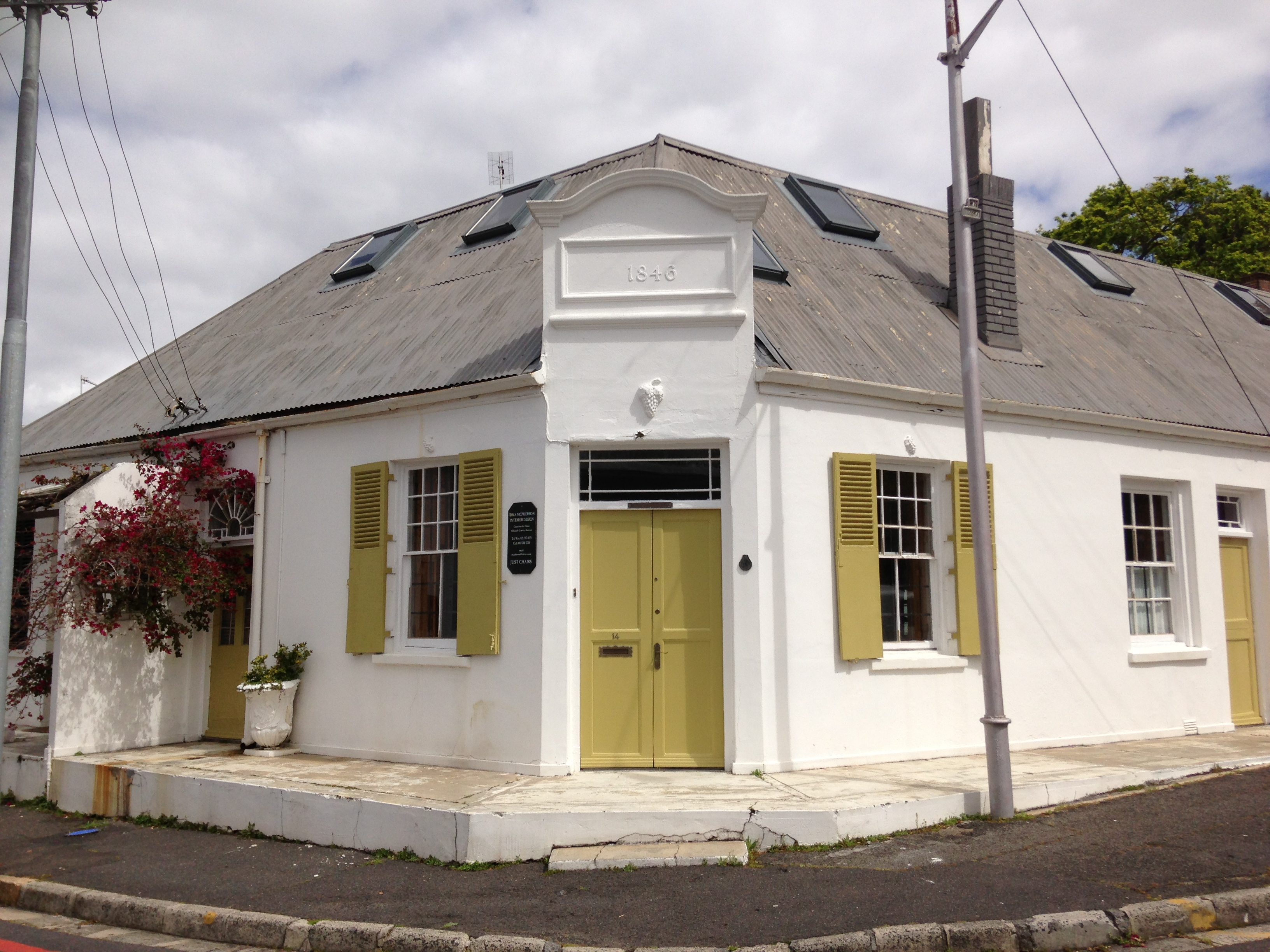
Prince Alfred Cottage au 14 et 16 Durban Road (ancienne taverne)
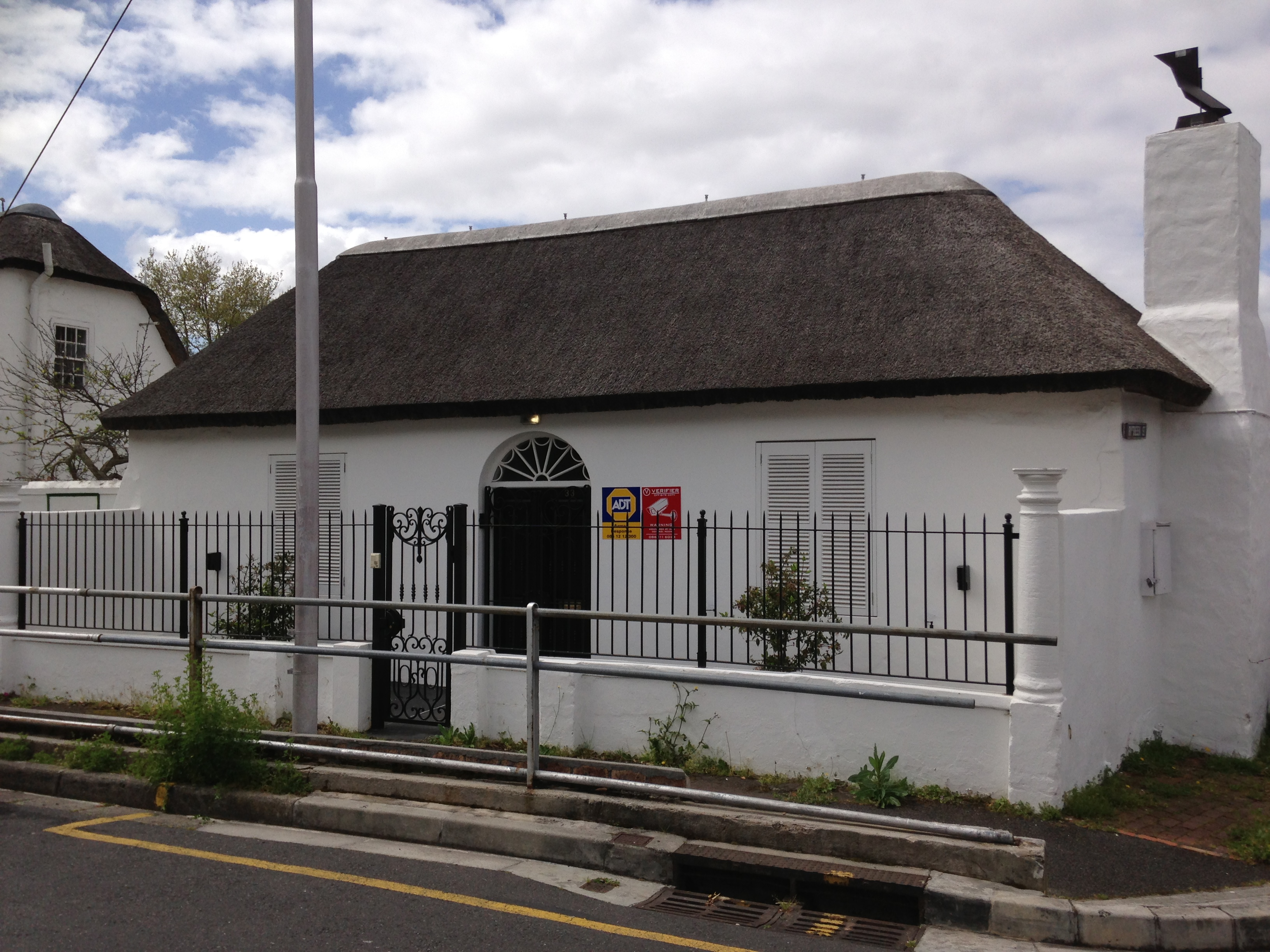
Maison cape-dutch au 33 Durban Road
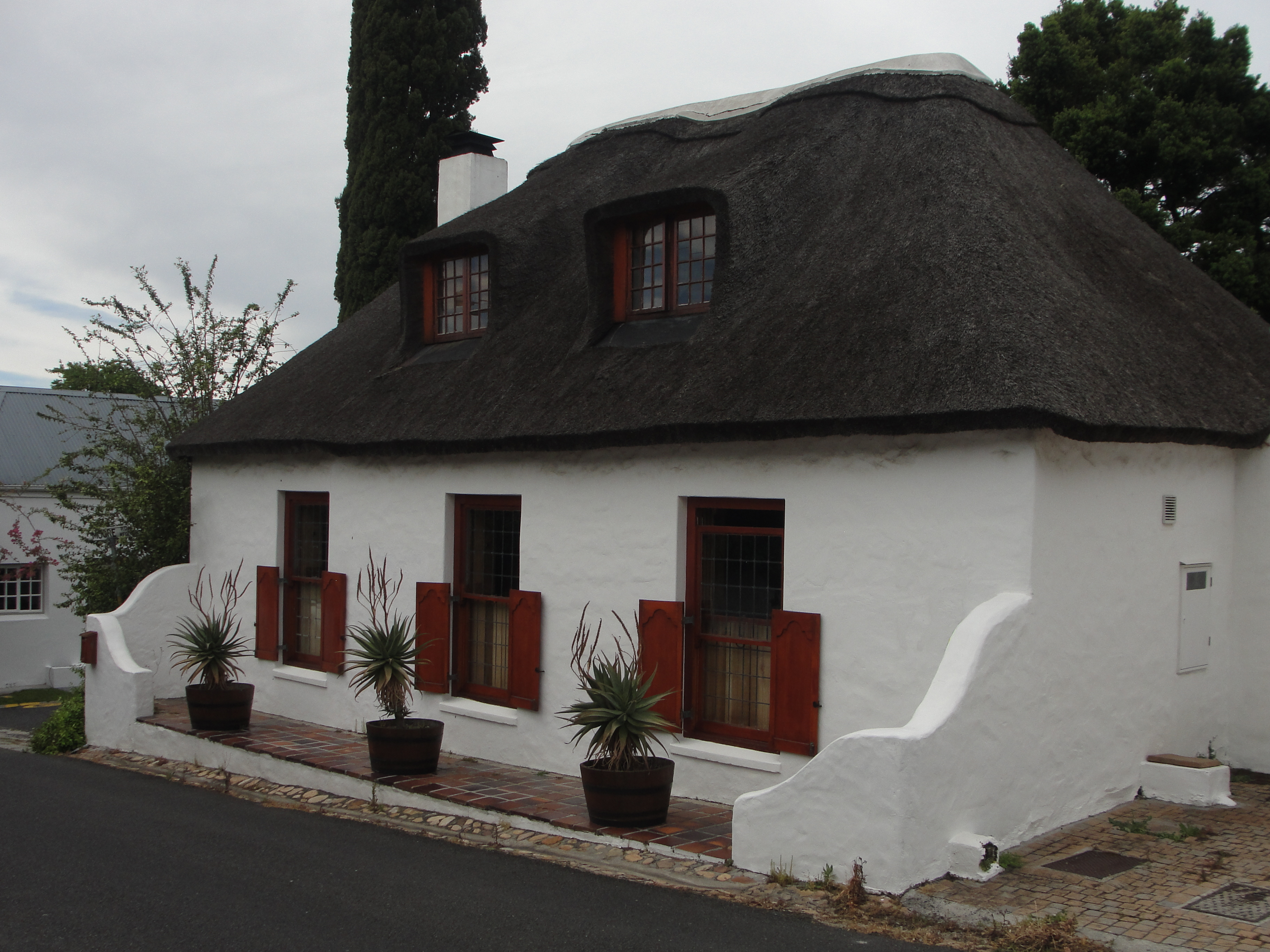
Maison Clarence, 3 Victoria Street

## Écoles
- Wynberg Boys' High School : fondé en 1841, c'est le deuxième plus ancien établissement scolaire d'Afrique du Sud.
- Wynberg Girls' High School
- Springfield Convent School (catholique)

## Personnalités
- Hendrik Verwoerd a deux ans quand ses parents émigrent en Afrique du Sud en 1903 et s'installent à Wynberg où ils résident pendant une dizaine d'années.

## Sources
- Old Wynberg Village
- Historique